# 重组病毒
重组病毒（英語：Recombinant virus）可能在自然条件下产生，也可能通过DNA重组技术重组DNA片段产生。可用于生产病毒載體疫苗或制造基因疗法的载体。
重组病毒还用于指被一种以上的病毒株感染的细胞中病毒基因组之间的自然重组。这要么通过同源核酸链的交叉互换进行，要么通过基因组区段的重组进行。科学家建议将病毒的这种突变看作流感病毒和其他病毒的进化方式。西部马脑炎病毒（WEE）就是一种重组病毒，它由另外两种密切相关但又截然不同的脑炎病毒的重组而得到。另外，重组对于流感病毒大流行十分重要。